# Plectris nudicollis
Plectris nudicollis är en skalbaggsart som beskrevs av Frey 1967. Plectris nudicollis ingår i släktet Plectris och familjen Melolonthidae. Inga underarter finns listade i Catalogue of Life.